# Hélice de velocidade constante

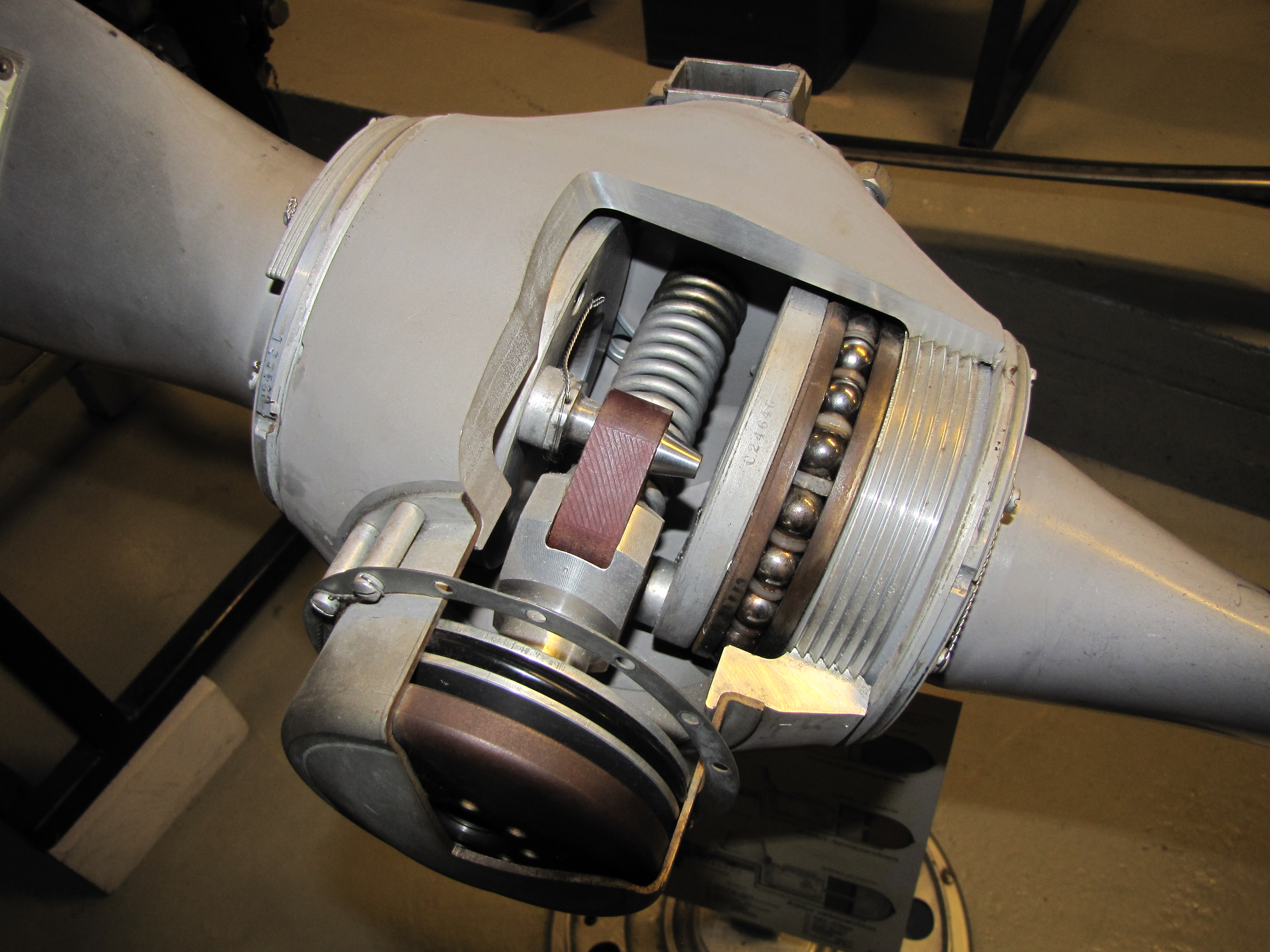
Cubo de uma hélice de velocidade constante

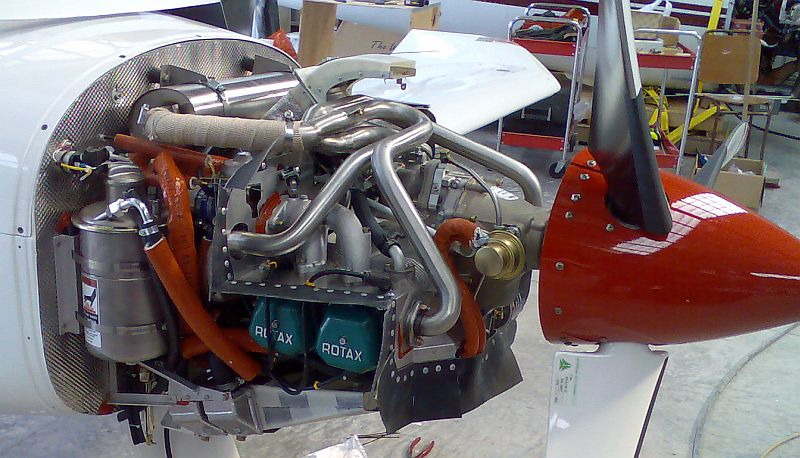
Uma hélice de velocidade constante hidráulica em um motor Rotax 912S no ultraleve Dyn'Aéro MCR01

Uma Hélice de velocidade constante é uma hélice de passo variável que automaticamente ajusta o passo da pá a fim de manter uma velocidade rotacional determinada. A potência é proporcional ao produto aritmético da velocidade rotacional e torque (raios/segundo × torque), e a operação da hélice dá ênfase ao torque. Tal hélice é amplamente utilizada em motores modernos, particularmente os modelos superalimentados e as turbinas a gás.

## Operação
Uma hélice aeronáutica opera como forma de empuxo que vence o arrasto agindo na aeronave. Pode, também, vencer parcialmente o peso de uma aeronave, fazendo-a subir.
Quando uma aeronave está estacionária e com a hélice girando (em ar calmo), o ar flui na parte mais fina do bordo de ataque da hélice. Esta é a configuração mais eficiente, pois as forças de arrasto na hélice são as menores. Com o movimento da aeronave para frente, o fluxo de ar começa a empurrar para a seção mais larga da hélice, causando um maior arrasto.
Uma hélice de velocidade constante é capaz de rotacionar parcialmente ao longo do eixo mais longo da pá para "morder" uma fatia maior de ar em relação à aeronave, permitindo à hélice orientar-se da forma mais eficiente em relação ao fluxo de ar ao seu redor. Isto balanceia o ganho e a perda de desempenho que uma hélice de passo fixo tem na decolagem e em cruzeiro.
Um ângulo menor de ataque requer menos torque, mas uma maior RPM, pelo fato de a hélice não estar movendo muito ar a cada rotação. Isto é similar a um carro operando em uma baixa marcha. Quando o motorista atinge a velocidade de cruzeiro, ele irá diminuir o motor ao colocar uma marcha maior, mas ainda produzindo força suficiente para manter o veículo se movendo. Isto é atingido em uma aeronave ao aumentar o ângulo de ataque de uma hélice. Isto significa que uma hélice irá mover muito mais ar por rotação e permitir ao motor girar mais lento enquanto movendo um volume equivalente de ar, mantendo assim a velocidade.
As primeiras versões de hélice de velocidade constante eram chamadas de hélices de contrapeso, que era ajustada por mecanismos que operam através da força centrífuga. Sua operação é idêntica ao governador de Watts utilizado em grandes motores a diesel e a vapor. Pesos ecêntricos eram colocados próximos ao spinner, segurados por uma mola. Quando a hélice atingia uma determinada RPM, a força centrífuga fazia com que os pesos fossem "jogados para fora", fazendo com que o mecanismo que girava a hélice a levasse para um ângulo maior. Quando a aeronave reduzia a velocidade, a RPM reduzia o suficiente para que a mola puxasse os pesos de volta, realinhando a hélice para um ângulo menor.
Em modelos mais recentes, óleo é bombeado através do eixo da hélice para empurrar um pistão que ativa o mecanismo para alterar o passo. O fluxo de óleo e o passo são controlados por um governador, consistindo de uma mola, pesos e uma válvula piloot. A tensão da mola é ajustada pela manete de hélice, que seleciona as RPMs. O governador ainda manterá a seleção de RPM até que exista uma condição de sobrevelocidade ou sobvelocidade do motor. Quando uma condição de sobrevelocidade ocorre, a hélice começa a girar mais rápido do que a RPM selecionada. Isto fará com que a aeronave desça e a velocidade aumente. Os pesos começam a ser "jogados para fora" devido à força centrífuga, comprimindo a mola. Ao mesmo tempo, o pistão se move para frente, fazendo com que a válvula piloto se abra e o óleo flua para o cubo. Isto irá aumentar a pressão de óleo e o ângulo da hélice, causando uma redução à RPM selecionada. Quando uma condição de subvelocidade ocorre, como em uma subida com a perda de velocidade, ocorre exatamente o oposto. A velocidade diminui, fazendo com que a hélice diminua. Isto fará com que os pesos se movam para o centro do cubo devido a falta de força centrífuga e a tenção da mola. O pistão se moverá na direção oposta, fazendo com que a válvula piloto permita a passagem de óleo do cubo para o reservatório. O ângulo irá então dimunuir, permitindo que a hélice volte para a RPM selecionada.
Todas as aeronaves de alto desempenho à hélice possuem hélices de velocidade constante, pois aumentam consideravelmente a eficiência de combustível e o desempenho, especialmente em altas altitudes.

## Unidades de velocidade constante
Uma unidade de velocidade constante (em inglês:  constant-speed unit) (CSU) ou governador é um dispositivo presente nestas hélices para automaticamente mudar seu passo, tentando manter a velocidade do motor constante. A maior parte dos motores fornecem sua potência máxima em uma estreita variação de velocidades. Pode-se dizer que a CSU de uma aeronave é comparável a uma transmissão continuamente variável (CVT) de um automóvel: o motor pode manter-se girando em sua velocidade ótima, não importando qual a velocidade que a aeronave está voando em relação ao ar. O advento do CSU trouxe outro benefício: permitiu aos fabricantes de motores aeronáuticos manter o sistema de ignição simples.
Três métodos são usados para variar o passo. A pressão de óleo do motor é o mecanismo mais usual em aeronaves comerciais e motores Continental e Lycoming instalados em aeronaves leves. Alternativa ou adicionalmente, pesos centrífugos podem ser colocados diretamente na hélice, como o Yakovlev Yak-52. Pequenos e modernos motores com uma CSU, como o Rotax 912, podem usar o método hidráulico tradicional ou um mecanismo de controle elétrico. 